# Pflug von Walle

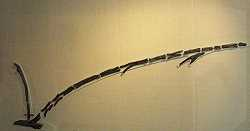
Der Pflug von Walle

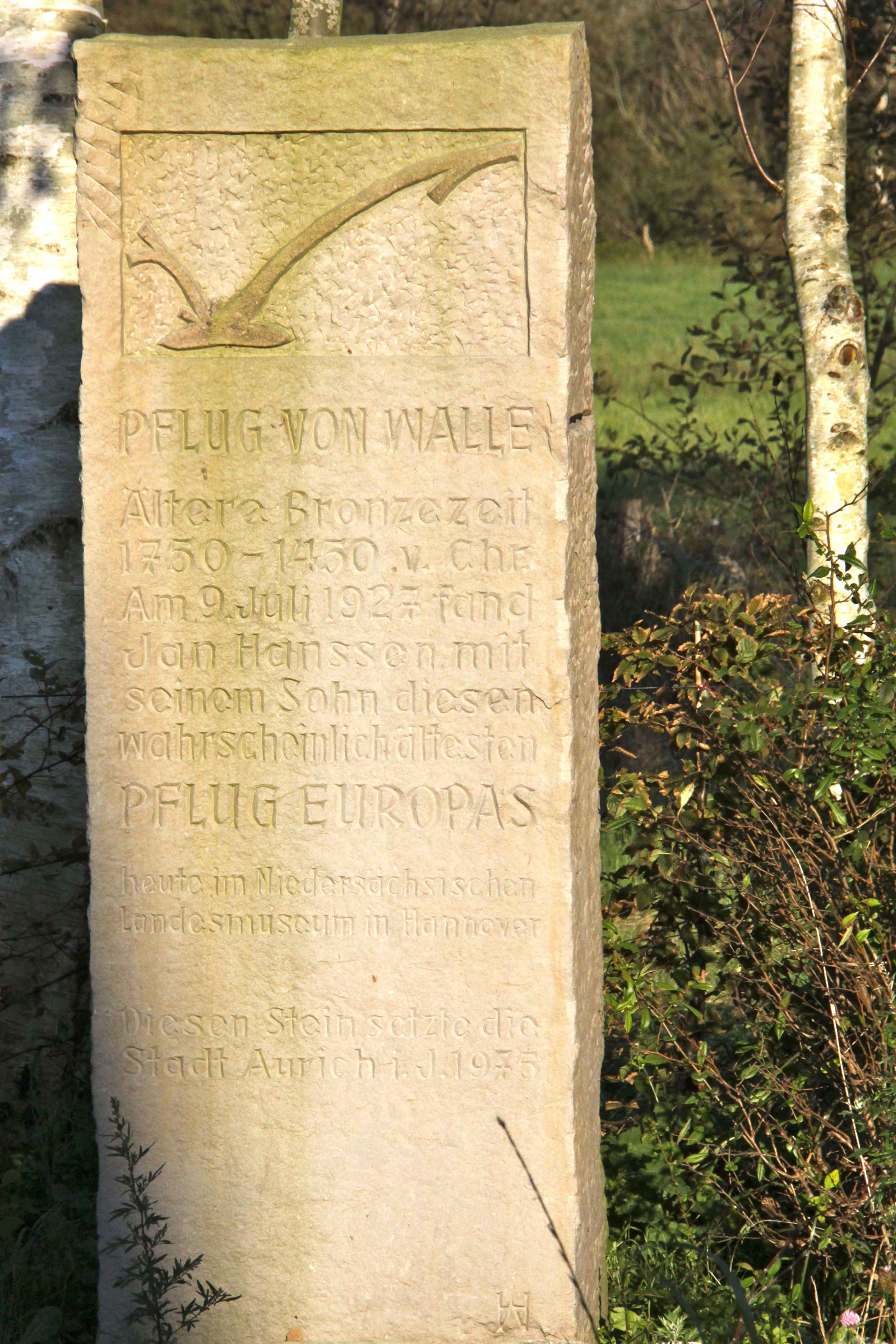
Gedenkstein am Fundort

Als Pflug von Walle wird ein Pflug bezeichnet, der 1927 in Walle, heute Stadtteil von Aurich, beim Torfstechen entdeckt wurde. Der Pflug ist mit einem Alter von mindestens 3500 Jahren der bisher älteste bekannte Pflug Deutschlands und einer der wenigen archäologischen Funde dieser Art in Europa. Seit Juni 2018 wird der Fund im Ortsteil an der Ecke Sandhorster Straße – Wallster Loog mit einer Denkmalsskulptur gewürdigt.

## Fundort und Entdeckung
Der Pflug wurde am 9. Juli 1927 von Jann Hanßen und seinem Sohn Heye beim Torfstechen im ostfriesischen Walle an der Unterkante einer 1,7 m tiefen Torfschicht gefunden. Als Finderlohn erhielt Jann Hanßen 50 Mark, die er mit dem Grundstückseigentümer Weinstock teilen musste.
Fundort: (53° 29′ 24,6″ N, 7° 26′ 33,2″ O)

## Umfang der Bergung
Der Pflugbaum ist aus einem Eichenast gefertigt und etwa 3 m lang, die Pflugschar maß im Originalzustand 60 cm. In einer viereckigen Lochung der Schar steckt der mit Keilen verklemmte Sterz. Der vordere Teil der Pflugschar fehlt, weil der Pflug beim Torfstechen in viele Einzelteile zerschnitten worden war. Erste Pollenproben wurden bereits 1927 an der Fundstelle genommen und zur Pollenanalyse weitergeleitet. Dabei wurde festgestellt, dass der Pflug frühestens in die beginnende Bronzezeit datiert werden kann. Aufgrund der relativ weit entwickelten Form des Hakenpfluges ist jedoch auch eine Datierung in der jüngeren Bronze- oder der frühen Eisenzeit denkbar.
Auch in Papau bei Thorn fand man in einem Flachmoor einen Pflug dieses Types aus Eichenholz mit ähnlichen Maßen.
Der Hakenpflug ist bekannt aus Funden und Bildern des Neolithikums, der Bronzezeit, der Eisenzeit sowie aus hallstattzeitlichen, etruskischen, griechischen und römischen Darstellungen. Im Mittelmeergebiet war diese Form bis in die Moderne zu finden.
Wahrscheinlich wurde der Pflug über die Wintermonate im Moor versenkt, um das Holz zu konservieren, damals eine gängige Methode. 1983 wurde unweit der Fundstelle des Pfluges ein etwa 3000 Jahre altes Steinbeil gefunden.

## Datierung
Da 1937 ein starker Zerfall einsetzte, wurde der Pflug zur Konservierung ins Landesmuseum nach Hannover gebracht, wo sich das Original bis heute befindet. Zunächst in das 4. Jahrtausend vor Christus, später (in den fünfziger Jahren) in die ausgehende Jungsteinzeit (etwa 2000 v. Chr.) eingeordnet, datieren neuere Messungen den Pflug inzwischen in die frühe Bronzezeit (1940 bis 1510 v. Chr.).
Eine Nachbildung des Pfluges befindet sich im Historischen Museum in Aurich. In Walle, an der Utlandshoerner Straße Richtung Kolonat Georgsfeld, erinnert heute ein Gedenkstein an den Fund.